# Lei de Sucessão Imperial de 1947
A Lei de Sucessão Imperial de 1947 estabelece que apenas os homens descendentes por linha direta do imperador japonês podem herdar o Trono do Crisântemo. A reforma dessa lei esteve em pauta no governo japonês em 2005, para possibilitar a ascensão da Princesa Aiko, única filha do Príncipe Herdeiro e da Princesa Consorte; entretanto, com a gravidez da Princesa Kiko, esposa do Príncipe Akishino (segundo filho do Imperador Akihito), ela foi interrompida. A Princesa Kiko deu à luz um menino, o Príncipe Hisahito, em setembro de 2006, gerando alívio para tradicionalistas, que querem manter a sucessão entre os homens. Por enquanto, o debate foi suspendido, mas poderá ser levado adiante no futuro.